# Bronner

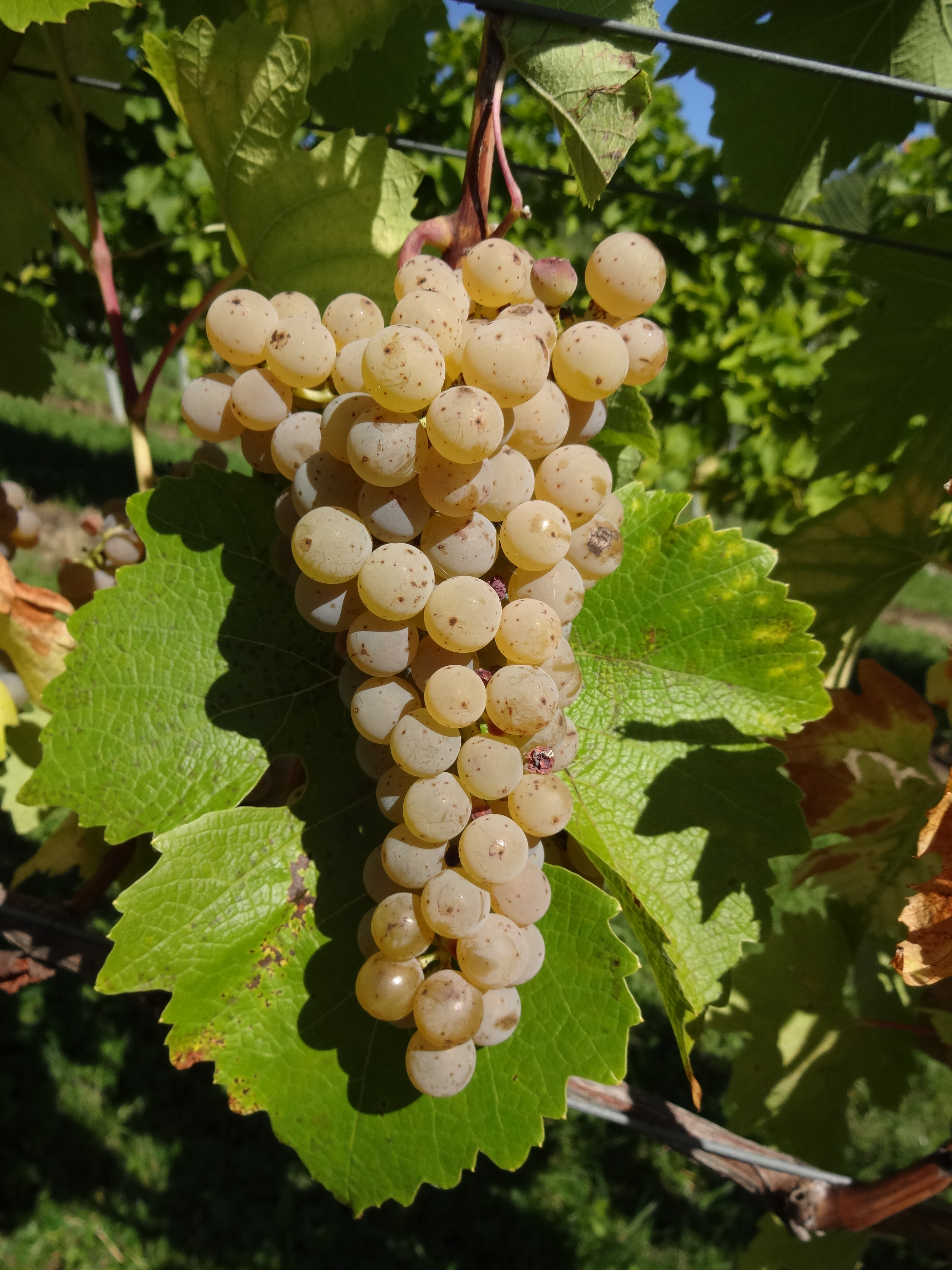

De Bronner is een schimmeltolerant druivenras, dat in 1975 gekweekt op het wijnbouwinstituut in Freiburg door dr. Norbert Becker. De moederplant is de Merzling en de vaderplant staat bekend onder de codenaam GM 6494. De laatste druif is ontstaan door een kruising van de Zarya Severa × St. Laurent.   
De Bronner is aangeplant in België, Duitsland, Italië, Oostenrijk en Zwitserland. Ook is de Bronner gebruikt als vaderplant voor de in Nederland inmiddels zeer veel aangeplante Souvignier Gris.  

## Weblinks
- Staatlichen Weinbauinstituts Freiburg - Pilzwiderstandsfähige Keltertraubensorten